# Strife
Strife és un grup estatunidenc de punk hardcore format el 1991 a Thousand Oaks.

## Història
El seu primer LP, One Truth, va ser publicat el 1994 amb Victory Records. El seu segon àlbum, In This Defiance, de 1997, inclou la participació com a convidats de Chino Moreno de Deftones, Dino Cazares de Fear Factory i Igor Cavalera de Sepultura.
El grup es va dissoldre dos anys més tard a causa de diferències creatives i esgotament. Posteriorment, Victory Records va publicar Truth Through Defiance, una recopilació de temes en directe i material inèdit.
L'any 2000 Strife va tornar als escenaris fent diversos concerts per a causes solidàries. L'any següent va publicar Angermeans. Sense ser un àlbum straight edge, va ser considerat per la banda com una continuació més madura i centrada d'In This Defiance.

## Discografia
Àlbums d'estudi
- One Truth (1994, Victory)
- In This Defiance (1997, Victory)[5]
- Angermeans (2002, Victory)
- Witness A Rebirth (2012, 6131 Records)[6][7]

Àlbums en directe
- Live At The Troubadour (2017, War)[8]

EP
- My Fire Burns On 7" (1992, New Age)
- Strife 7" (1992, Indecision)
- Grey 7" (1995, Victory)
- Demo Days 7" (2012, Indecision)
- Carry The Torch 7" (2012, 6131, The Hundreds)
- Incision 12" (2015, War)